# N'Zué-Kokoré
N’Zué-Kokoré est une localité de l'est de la Côte d'Ivoire et appartenant au département de Bongouanou, Région du N'zi-Comoé. La localité de N’Zué-Kokoré est un chef-lieu de commune.